# Iglesia de Santa María Draperis
La Iglesia de Santa María Draperis (en turco: Meryem Ana Draperis Kilisesi) es una iglesia católica en Estambul, Turquía importante por razones históricas. 

## Historia
Fundada en 1584, la iglesia es una de las más antiguas parroquias católicas de Estambul. En 1785 sus deudas fueron pagadas por el internuncio de Austria en Constantinopla, barón Peter Philipp von Rathkeal, pagó las deudas de la iglesia (250.000 piastras) para que no tuviera que ser vendida a la comunidad cristiana armenia.

## Descripción
El edificio se encuentra en el distrito de Beyoglu de Estambul, en la parte inferior de una escalera empinada, que está protegida por una valla artística.
La iglesia todavía está manejada por los frailes franciscanos reformados que ofrecen misas diarias en italiano y misa en español los domingos.